# Крварење
Крварење, такође познат као хеморагија или једноставно губитак крви, представља истицање крви из организма приликом повреде крвног суда. Крварење се може јавити изнутра или споља кроз природни отвор као што су уста, нос, уво, уретра, вагина или анус, или кроз рану на кожи.
Хиповолемија је масивно смањење запремине крви, а смрт услед прекомерног губитка крви се назива искрвављењем. Типично, здрава особа може да издржи губитак од 10–15% укупне запремине крви без озбиљних медицинских потешкоћа (поређења ради, давањем крви обично се узима 8–10% запремине крви даваоца). Заустављање или контрола крварења назива се хемостаза и важан је део прве помоћи и операције. Употреба цијаноакрилатног лепка за спречавање крварења и заптивање бојних рана је дизајнирана и први пут коришћена у Вијетнамском рату. Данас многи медицински третмани користе медицинску верзију „супер лепка” уместо традиционалних шавова који се користе за мале ране које треба затворити на нивоу коже.

## Дијагноза/имиџинг
Хемија диоксаборолана омогућава обележавање црвених крвних зрнаца радиоактивним флуоридом (18F), што омогућава снимање интрацеребралних крварења помоћу позитронске емисионе томографије (ПЕТ).

### Класификација
У зависности од тога да ли крв истиче у спољашњу средину или у унутрашњост организма, разликују се:
- спољашње крварење,
- унутрашње крварење

Унутрашња крварења-крв се избацује преко телесних отвора.
хематурија-постојање крви у мокраћи
хемаптоа-постојање крви у испљувку
хемаптизија-постојање крви у испљувку, али у виду жилица
мелена-постојање крви у столици(столица је црна као талог од кафе)
хематемеза-постојање крви у повраћеној маси
Постоји и подела крварења према типу конкретног крвног суда, па се разликују:
- артеријско крварење -крв излази у јаком млазу и светлоцрвене је боје јер је обогаћена кисеоником
- венско крварење -крв се слива низ рану и тамноцрвене је боје јер је угљен-диоксид у већој количини
- капиларно крварење -јавља се у виду крваве росе
- паренхиматозно -крварење унутрашњих органа

#### Масивно крварење
Иако не постоји универзално прихваћена дефиниција масивног крварења, следеће се може користити за идентификацију стања: „(i) губитак крви већи од запремине циркулишуће крви у периоду од 24 сата, губитак крви од 50% запремине циркулишуће крви у периоду од 3 сата, губитак крви већи од 150 ml/min, или (iv) губитак крви који захтева трансфузију плазме и тромбоцита."

#### Светска Здравствена Организација
Светска здравствена организација је направила стандардизовану скалу за мерење тежине крварења.

## Етиологија
Најчешћи узроци крварења су: прскање и разједање зида крвног суда и дијапедезно крварење.
Прскање зида крвног суда је један од најчешћих узрока крварења. Ово се дешава код судова који су захваћени атеросклерозом, а нарочито уколико је истовремено повишен крвни притисак. Осим тога, прскање се јавља и код анеуризми аорте, крвних судова мозга, срчаних комора итд. 
Разједање зида крвног суда настаје због ширења разних запаљењских процеса (туберкулозе, гнојних запаљења, тифуса итд) и малигних тумора који најчешће показују тенденцију да инфилтрују и деструишу околна здрава ткива. 
Дијапедезна крварења су углавном мала крварења, али су често многобројна (јавља се велики број појединачних малих крварења) и настају као резултат проласка црвених крвних зрнаца кроз зид крвног суда. Ово се може јавити код хемофилије (код које постоји склоност ка крварењу), хипопротромбинемије и хипофибриногенемије (поремећаја који се одликују недостатком протромбина и фибриногена - беланчевина које су важне у процесу згрушавања крви), тромботичне тромбоцитопеничне пурпуре (где се због неадекватне функције тромбоцита јављају бројна тачкаста крварења, хемолитичка анемија и др), примарне и секундарне тромбоцитопеније (обољења код којих је смањен број крвних плочица), урођене хеморагијске телангиектазије (наследне болести код које се јављају артериовенске малфорације у разним деловима организма), алергија, недостатка витамина Ц, деловања токсичних супстанци, хипоксије (недовољног дотока кисеоника у одређено подручје, што утиче и на ендотелне ћелије које облажу унутрашњост крвног суда и њихову пропустљивост) итд.

## Последице и значај
Након престанка крварења, судбина крви изливене у унутрашњост организма углавном зависи од њене количине. Мање количине крви бивају лизиране и фагоцитоване, док се у случају веће количине крви ствара везивна капсула и настаје псеудоцистична формација. Значај крварења зависи од његове локализације и количине изливене крви, а најопаснија су она која настају у пределу виталних зона - срца и мозга.
Системски ефекти настају код обилних крварења и подразумевају: пад крвног притиска, периферну вазоконстрикцију (сужавање крвних судова на периферији организма), централизацију крви (преусмеравање крви у виталне зоне - главу и грудни кош), појачано деловање антидиуретског хормона (који утиче на количину течности која се излучује преко бубрега), појачано деловање адреналина и норадреналина и сл. Уколико ови механизми нису у стању да обезбеде прилив довољне количине крви у виталне зоне и одговарајућу вредност крвног притиска, долази до настанка шока и могућ је и смртни исход.

## Менаџмент
Акутно крварење од повреде коже често се третира применом директног притиска. За тешко повређене пацијенте, подвези су од помоћи у спречавању компликација шока. Неопходно је да се престане са применом антикоагуланаса и евентуално може постојати потреба да се поништи њихов ефекат код пацијената са клинички значајним крварењем. Пацијентима који су изгубили превелике количине крви може бити потребна трансфузија крви.